# 中西區聖安多尼學校
中西區聖安多尼學校（英語：Central And Western District Saint Anthony's School）於1963年創立，隸屬鮑思高慈幼會中華會省。為一所男女全日制小學。

## 歷史
中西區聖安多尼學校創建於1963年，為天主教鮑思高慈幼會屬下小學，原是聖安多尼學校下午校，校舍座落於石塘咀薄扶林道69A。由於創建初期，西區家庭的女孩子需於早上協助料理家務及照顧弟妹，直至下午始有空閒時間求學，為此特別需要，聖安多尼學校下午校招收全女生，成為一所女校。
2000年8月10日：聖安多尼學校下午校於由舊校薄扶林道69A遷往前余道生紀念中學校址的現址，轉為一所全日制小學，改名中西區聖安多尼學校，大樓則保留「余道生紀念樓」名稱。同年九月新學年開始，招收一年級男女生，逐漸演變成為男女校。
2004年9月：轉換校長，由丁智偉校長轉換至郭達華校長。
2005年：舉辦第一次元宵燈謎晚會
2005年9月17日：成立校友會。
2006年1月13日：舉辦第一屆運動會
2006年9月：完成所有收生程序，正式成為一所男女校。
2007年8月：陳副校長榮休，並於同年九月由劉綺麗老師繼任副校長。
2009年：在六、七樓梯間加插壁畫，其創作主題為「向中西區出發」。
2010年2月：開始使用內聯網系統。
2010年：慶祝學校遷校十周年的校慶，並以關愛感恩、承傳創新為主題。
2018年：開始使用家校通應用程式，以取代內聯網系統。

## 校徽
盾上方寫著「中西區聖安多尼學校」的中英文字樣，下方中央有一特式百合花，兩旁有代表校名的英文簡寫「CWSA」，以及中文校訓：「篤信博愛」。盾下有一飾帶，上面寫有拉丁文校訓「Fide et Caritate」。
聖安多尼（1195年－1231年）是天主教方濟會會士，生於葡萄牙里斯本，後期在意大利帕多瓦生活。聖安多尼學問淵博，熱心傳教，精於講道及教義。1232年，教宗額我略九世冊封他為聖人，教宗庇護十二世於1946年冊封他為「福音聖師」（Evangelical Doctor）。
聖安多尼常被藝術家描繪成手抱小耶穌和另一手拿著百合花，因他曾在祈禱中與顯現給他的小耶穌傾談，而百合花則象徵他勤修的純潔之德。

## 校訓
「Fide」即信德，「et」是拉丁語的連詞，「Caritate」即愛德。中文校訓「篤信博愛」，意謂對天主要有堅定不移的信德，對人要有泛愛眾人的愛德。

## 著名/傑出校友
- 胡定欣：香港著名女藝人
- 陳伯行：香港西醫

## 外部連結
- 中西區聖安多尼學校

22°17′02″N 114°08′51″E / 22.2839075°N 114.1475137°E